# Skogsnätfjäril
Skogsnätfjäril (Melitaea athalia)  är en fjärilsart som beskrevs av S.A. von Rottemburg 1775. Melitaea athalia ingår i släktet Melitaea och familjen praktfjärilar. Inga underarter finns listade i Catalogue of Life.
Det är en orange fjäril med ett brunsvart nätliknande mönster som förekommer i stora delar av Europa och Asien. Tiden för larven att utvecklas färdigt varierar mycket. I vissa fall hinner denna fjäril med ett par generationer under sommarsäsongen, men i andra fall kan larven övervintra flera vintrar innan den förpuppas och förvandlas till imago, den fullbildade fjärilen.
Ett äldre svenskt namn på skogsnätfjäril är allmän nätfjäril.

## Utseende
Arten skogsnätfjäril varierar en hel del i både utseende och storlek, dels beroende på var den finns geografiskt men den varierar även inom populationerna.
Vingspannet varierar mellan 29 och 42 millimeter, på olika individer. Hanen och honan är lika varandra. Ovansidan är gulbrun eller orange med ett nätliknande mönster i mörkbrunt eller brunsvart. Proportionerna mellan orange och brunsvart varierar, liksom nyansen av den orange eller gulbruna färgen. Utmed vingarnas ytterkanter finns vita och bruna fransar. Undersidan av framvingarna är orange med mörkbruna fläckar och en antydan till nätmönster. Ytterkanten är ljusgul. Bakvingens undersida är mönstrad med tvärgående band i gulvitt, ljusgult och orange åtskiljda av smala brunsvarta linjer. Vingribborna är brunsvarta.
Larven är gråsvart med ljusbruna taggar och blir upp till 25 millimeter lång.

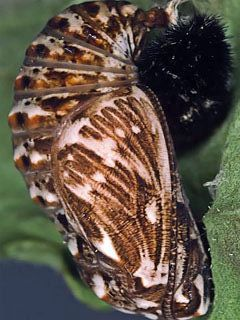
Puppan.
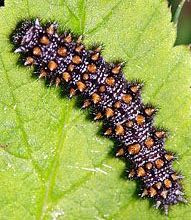
Larven.
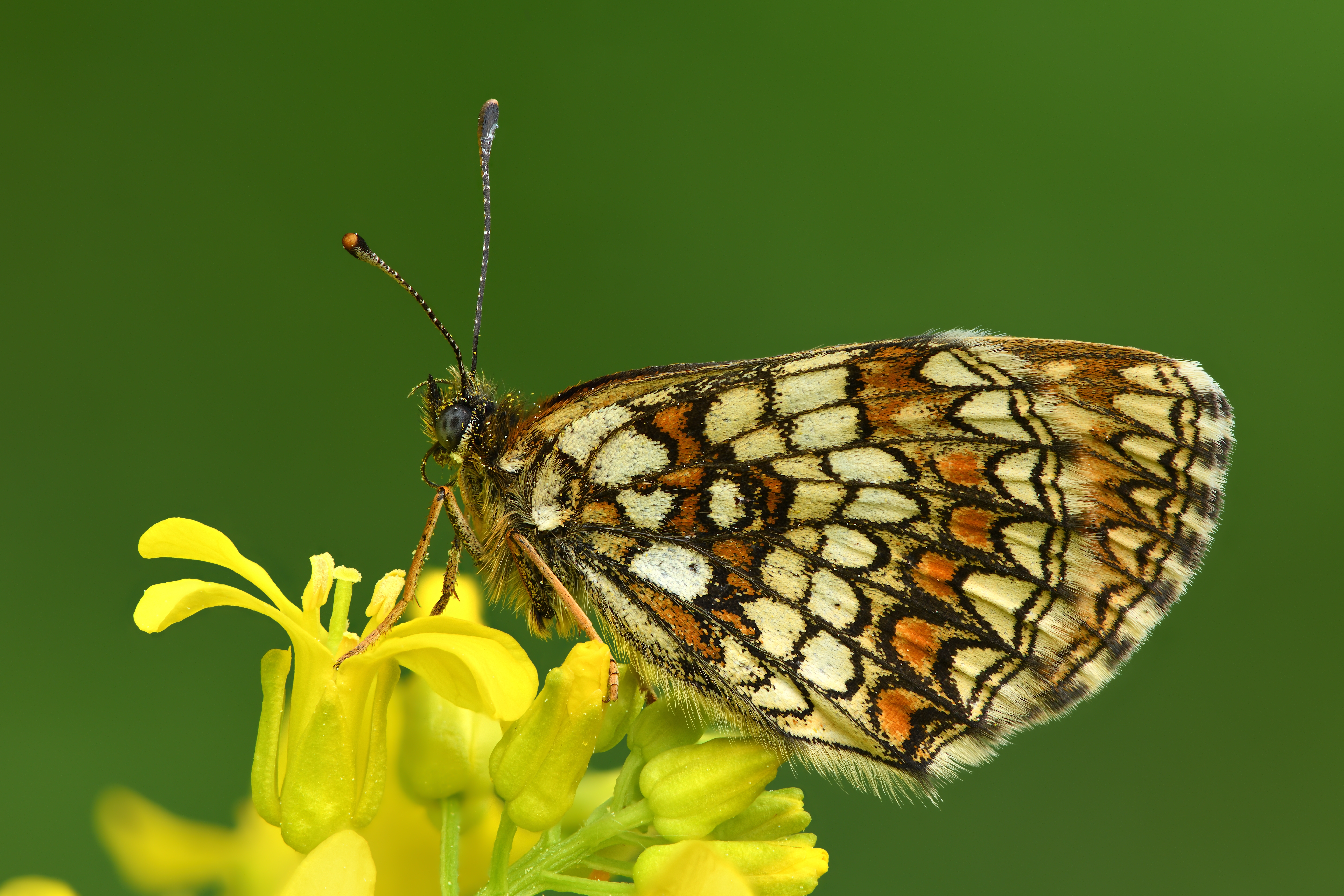
Skogsnätfjärilens undersida.

## Underarter

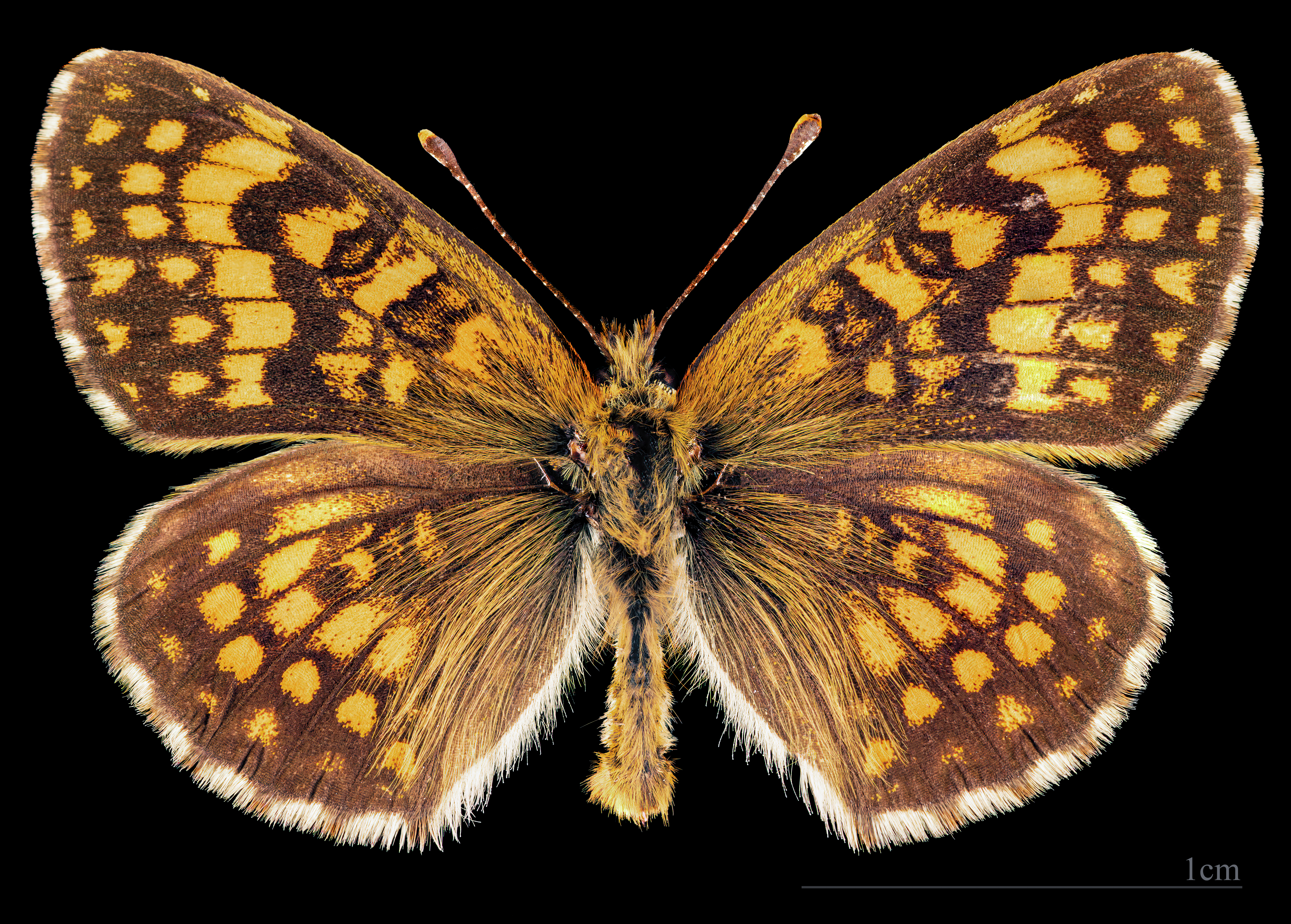
♂
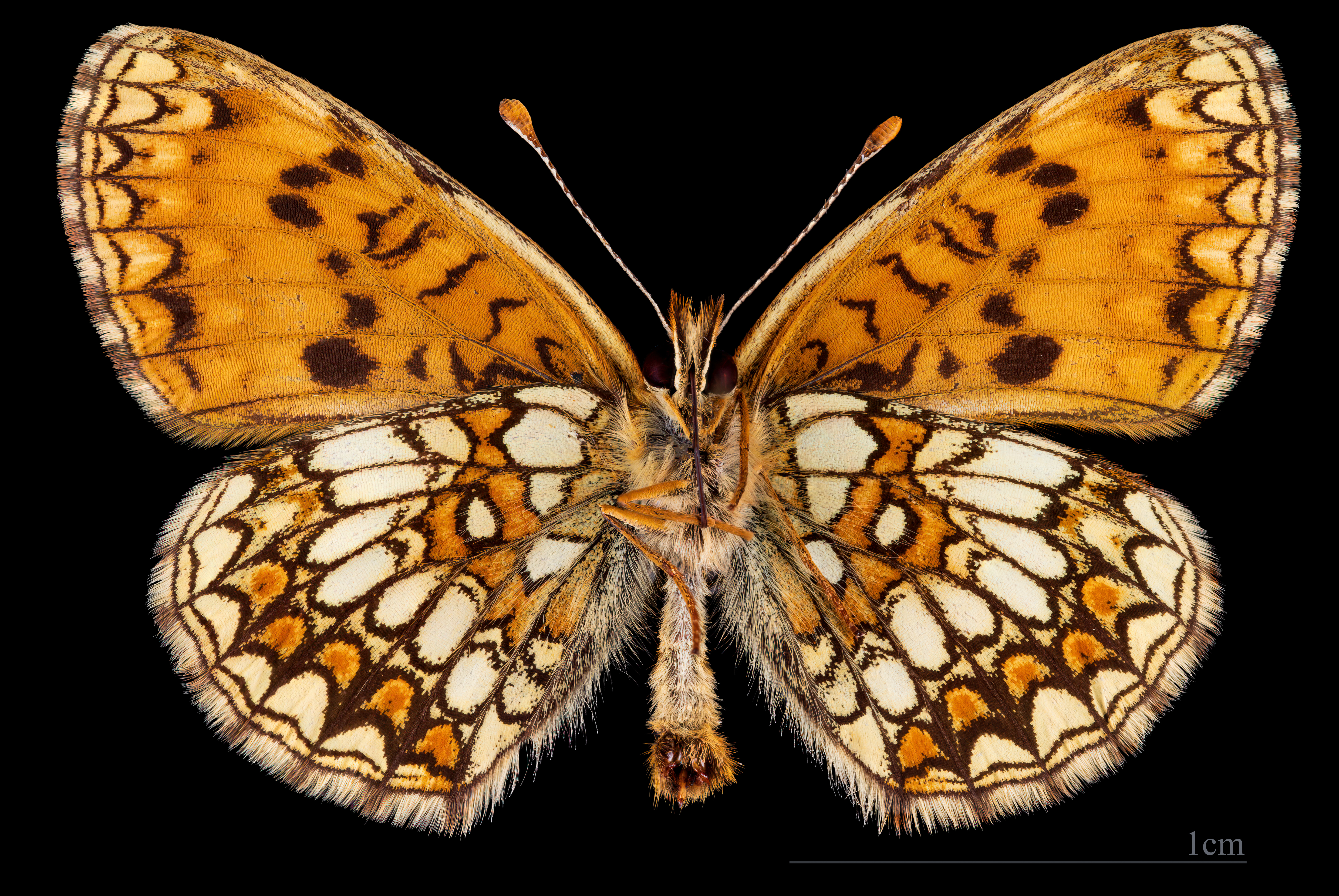
♂ △
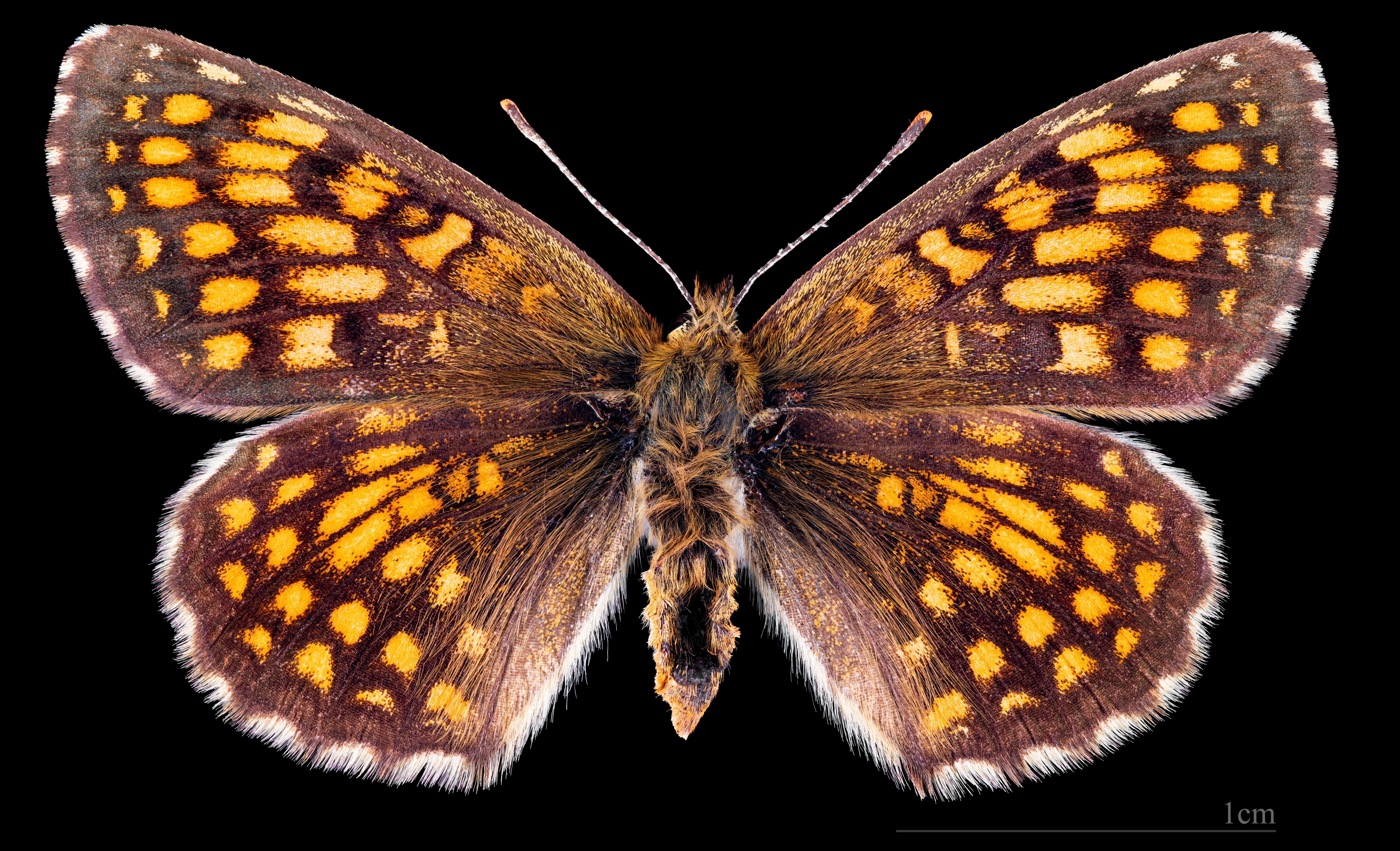
♀
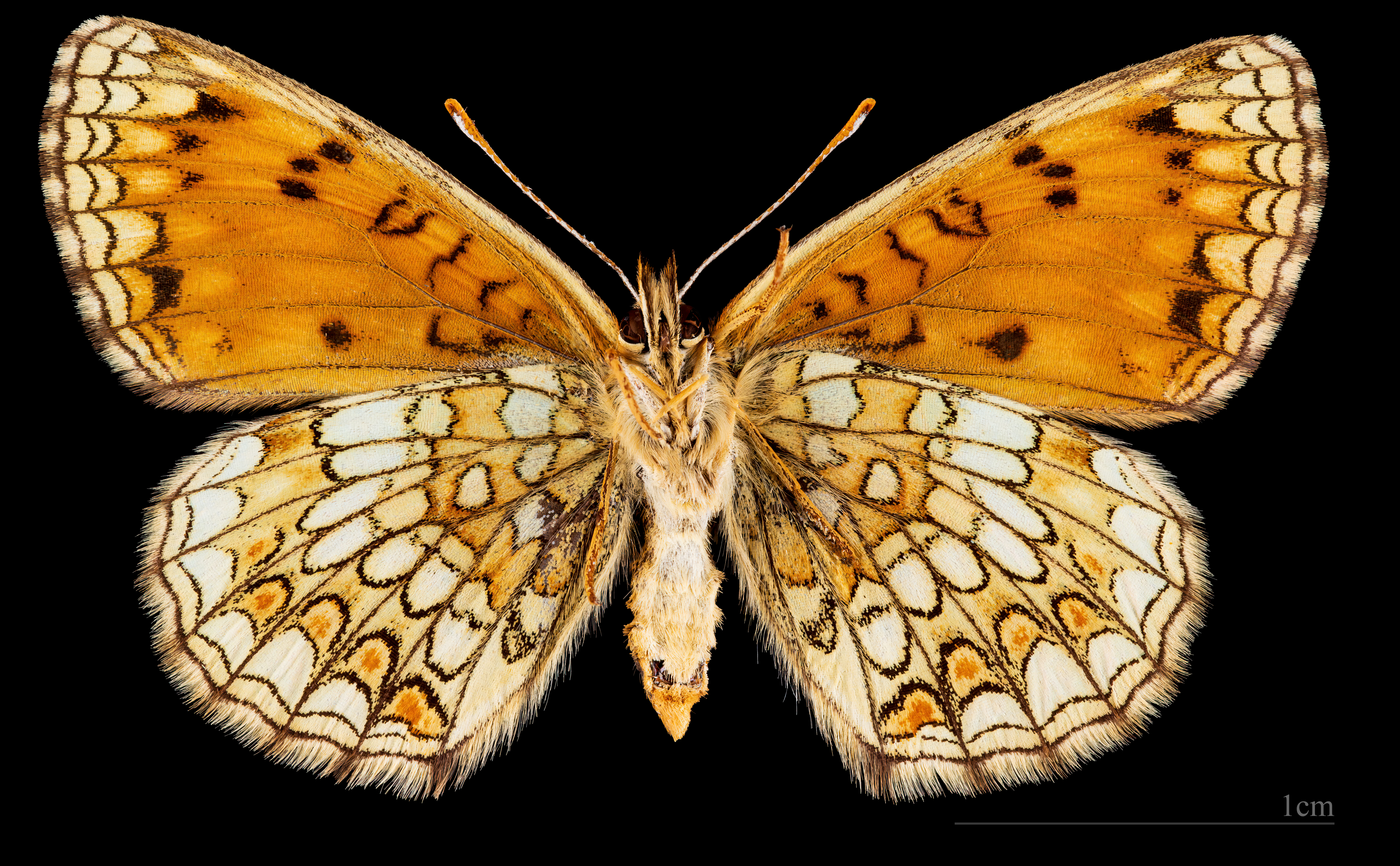
♀ △

- M. a. athalia
- M. a. norvegica Aurivillius 1888
- M. a. celadussa Frühstorfer 1910
- M. a. dictynnoides (Hormuzaki 1898)
- M. a. lucifuga (Fruhstorfer 1917)

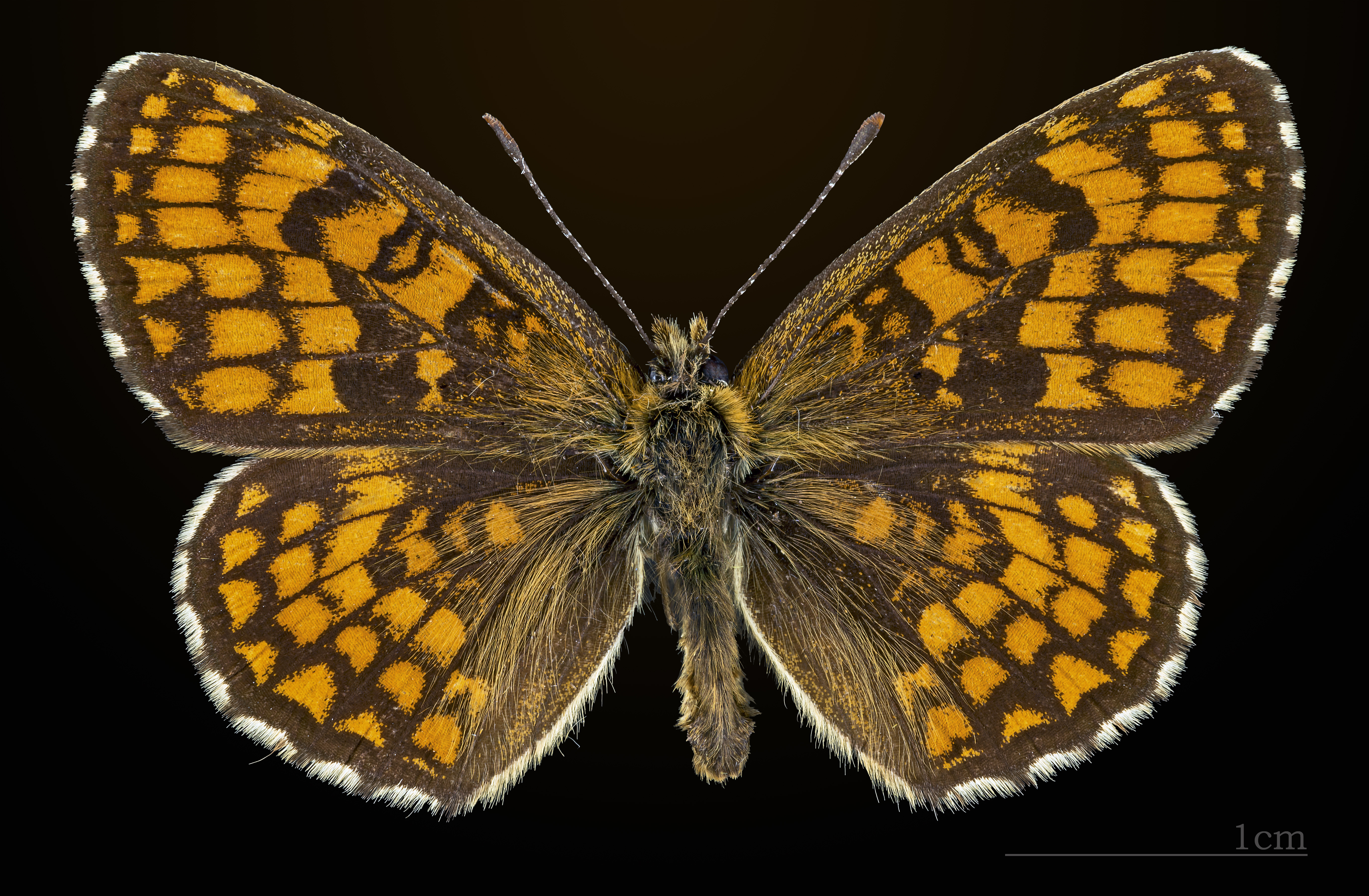
♂
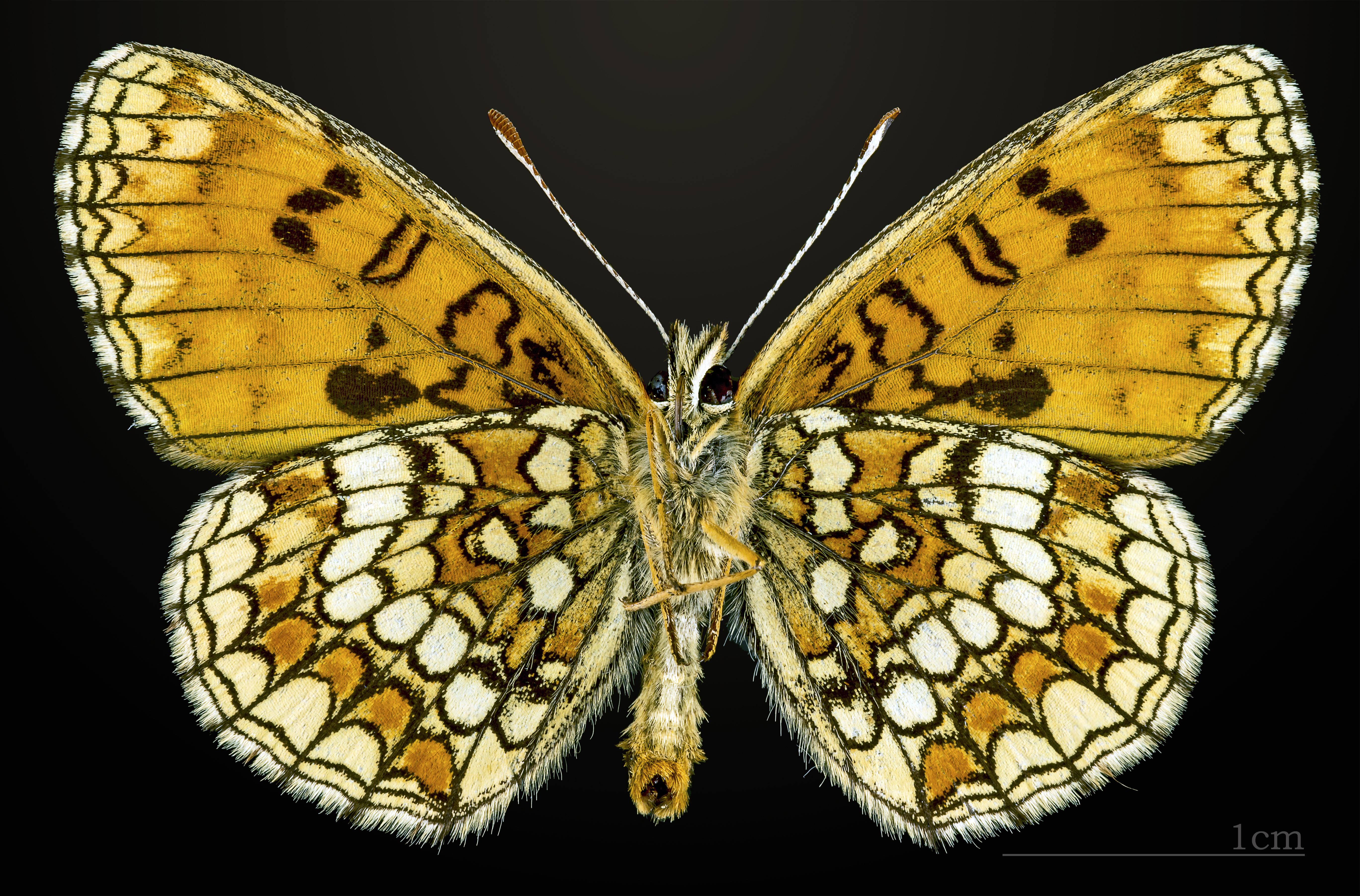
♂ △
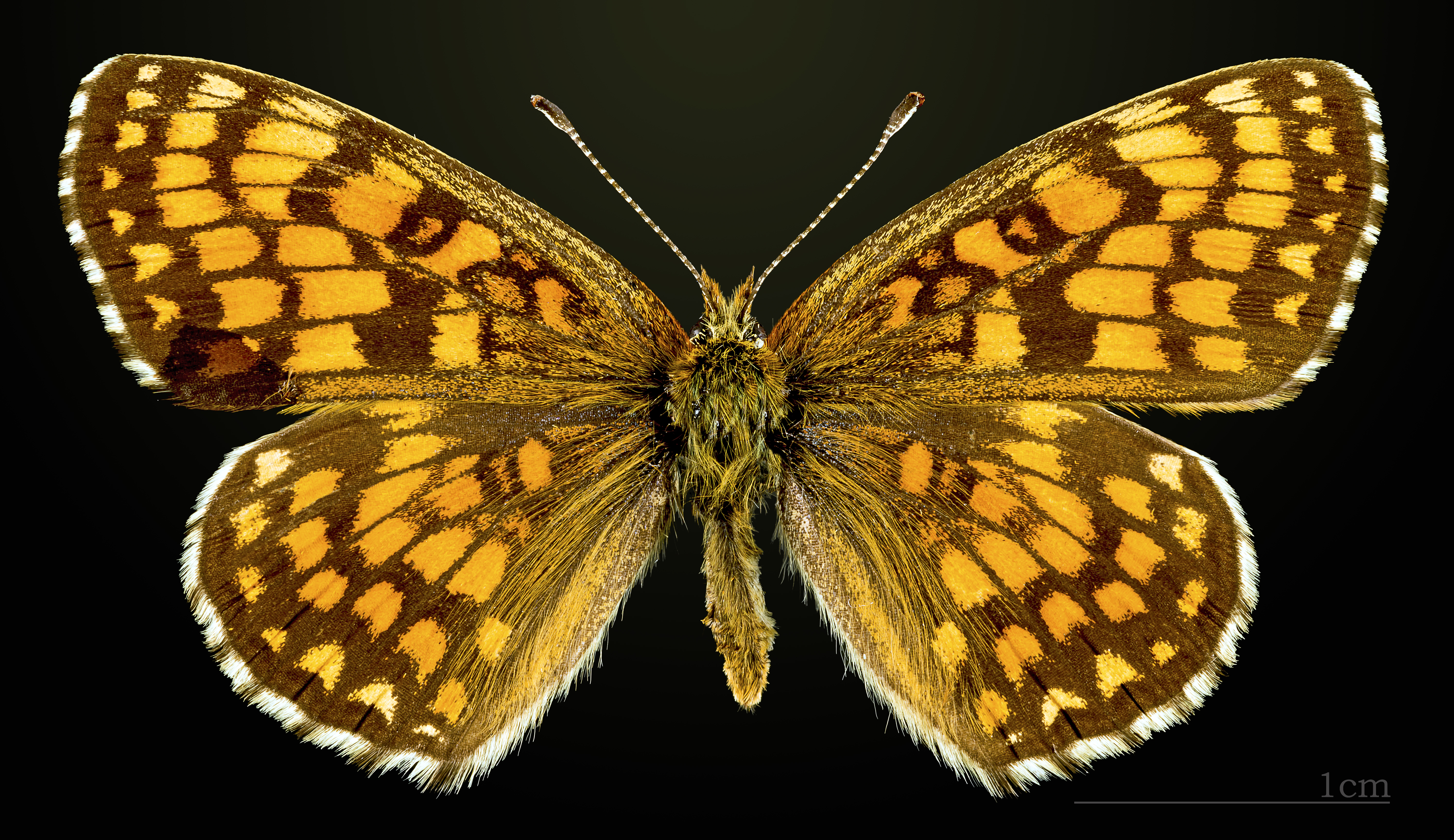
♀
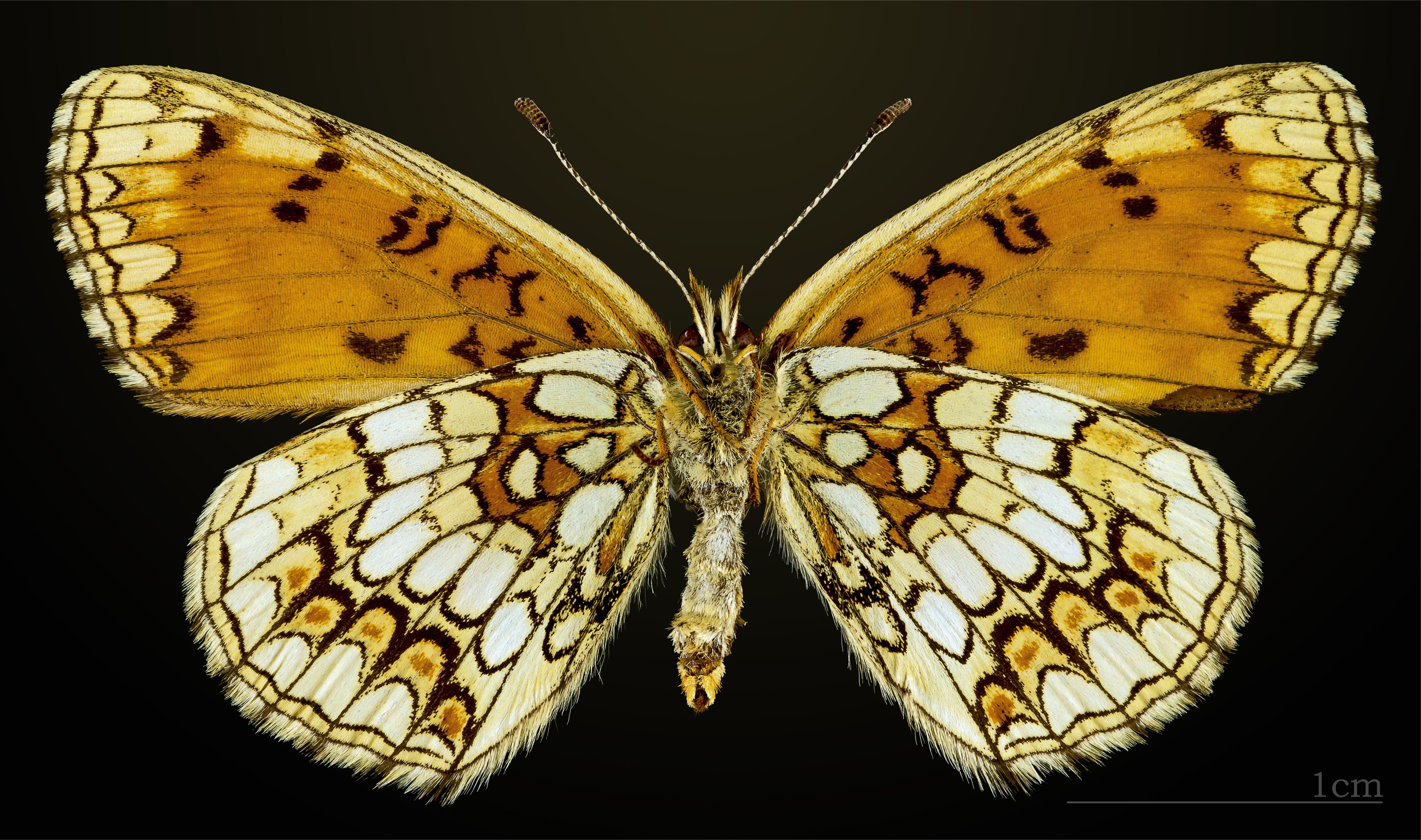
♀ △

- M. a. reticulata Higgins 1955
- M. a. baikalensis (Bremer 1961)
- M. a. hyperborea Dubatolov 1997

Melitaea athalia  athalia  
Melitaea athalia celadussa

## Levnadssätt
Denna fjäril, liksom alla andra fjärilar, genomgår under sitt liv fyra olika stadier; ägg, larv, puppa och fullvuxen (imago). En sådan förvandling kallas för fullständig metamorfos.
Flygtiden, den period när fjärilen är fullvuxen, infaller i juni-augusti. I norra delarna av utbredningsområdet (se nedan) flyger den i en generation under denna tid, men i söder i flera generationer.
Under flygtiden parar sig fjärilarna och honan lägger äggen på värdväxtens blad. Ur ägget kläcks larven. Värdväxter, de växter larven lever på och äter av, är olika arter i bland annat kovallsläktet, grobladssläktet och veronikasläktet.
Larven växer relativt långsamt och övervintrar innan den är fullvuxen. Nästa vår växer den oftast färdigt och förpuppas. En viss andel av larverna övervintrar dock en gång till eller till och med flera gånger innan de förpuppas. Efter ett par veckor kläcks den fullbildade fjärilen ur puppan och en ny flygtid börjar. I varmare områden hinner denna fjäril utveckla en generation till under sommaren.

### Habitat
Fjärilens habitat, den miljö den lever i, är all slags mark där värdväxterna finns, bland annat i skogsgläntor, skogsbryn och parker.

## Utbredning
Skogsnätfjärilens utbredningsområde sträcker sig från Europa genom Ryssland och de tempererade delarna av Asien till Japan. Den förekommer i hela Norden utom Island, högre bergstrakter och Norges västkust.